# Frassinelle Polesine
Frassinelle Polesine är en ort och kommun i provinsen Rovigo i regionen Veneto i Italien. Kommunen hade 1 418 invånare (2018).